# Журавлёв, Олег Борисович
Олег Борисович Журавлёв (узб. Oleg Borisovich Juravlyov; род. 17 мая 1982 года, Ташкент, Узбекская ССР) — узбекский спринтер, член сборной Узбекистана, мастер спорта Республики Узбекистан международного класса. Двукратный чемпион страны на дистанциях 100 и 200 метров. Участник летних Олимпийских игр 2000 года и летних Олимпийских игр 2008 года.

## Карьера
С 2000 года начал принимать участие в международных соревнованиях. На Летних Олимпийских играх в Сидней (Австралия) в эстафете 4х400 метров, показав результат 41.20 в квалификации занял восьмое место в забеге, что не хватило для прохождения в следующий этап соревнований.
В 2002 году на Кубке Узбекистана в Ташкенте на дистанции в беге на 200 метров с результатом 21.55 с занял первое место. В 2003 году на международном турнире памяти Гусмана Косанова в Алма-Ате (Казахстан) на дистанции 100 метров занял третье место, а на дистанции в 200 метров с результатом 21.60 с первое место. В 2004 году в Бишкеке (Кыргызстан) на международном соревновании на призы Олимпийской чемпионки — Татьяны Колпаковой показывает результат на 200 метровке 21.46 и занимает второе место, а на 100 метрах с результатом 10.67 также был второй. В этом же году на турнире памяти Косанова на дистанции 100 метров занимает первое место.
В 2007 году на Всемирных военных играх в Хайдарабад (Индия) на дистанции 100 метров с результатом 10.54 секунд занял восьмое место, а на дистанции 200 метров с 21.35 секундами занял пятое место. В этом же году Олег в беге на 100 и 200 метров выиграл Чемпионат Узбекистана по лёгкой атлетике, турнир памяти Косанова и турнир памяти Колпаковой. В международных соревнованиях в помещении в Иране занял второе место.
В 2008 году в Алма-Ате преодолел 200 метров за 20.74 секунд, установив рекорд среди спортсменов Узбекистана. На летних Олимпийских играх 2008 года в Пекине (Китай) на дистанции 200 метров в пятом забеге бежал с Усэйном Болтом и показал результат 22.31 секунды, что было не достаточно для прохождения в следующий этап и он завершил выступление на Олимпийских играх.
В 2013 году неудачно выступил на международном турнире памяти Гусмана Косанова на дистанции 100 и 200 метров. В 2014 году завершил спортивную карьеру.